# Domingo Cabarrús
Domingo Cabarrús Galabert (Carabanchel Alto, 22 de junio de 1774-Torrelaguna, 9 de febrero de 1842), II conde de Cabarrús, fue un político español. Economista afrancesado, fue ministro del Tesoro de José Bonaparte. Más tarde, fue gobernador de la provincia de Palencia y de la provincia de Valladolid.

## Biografía

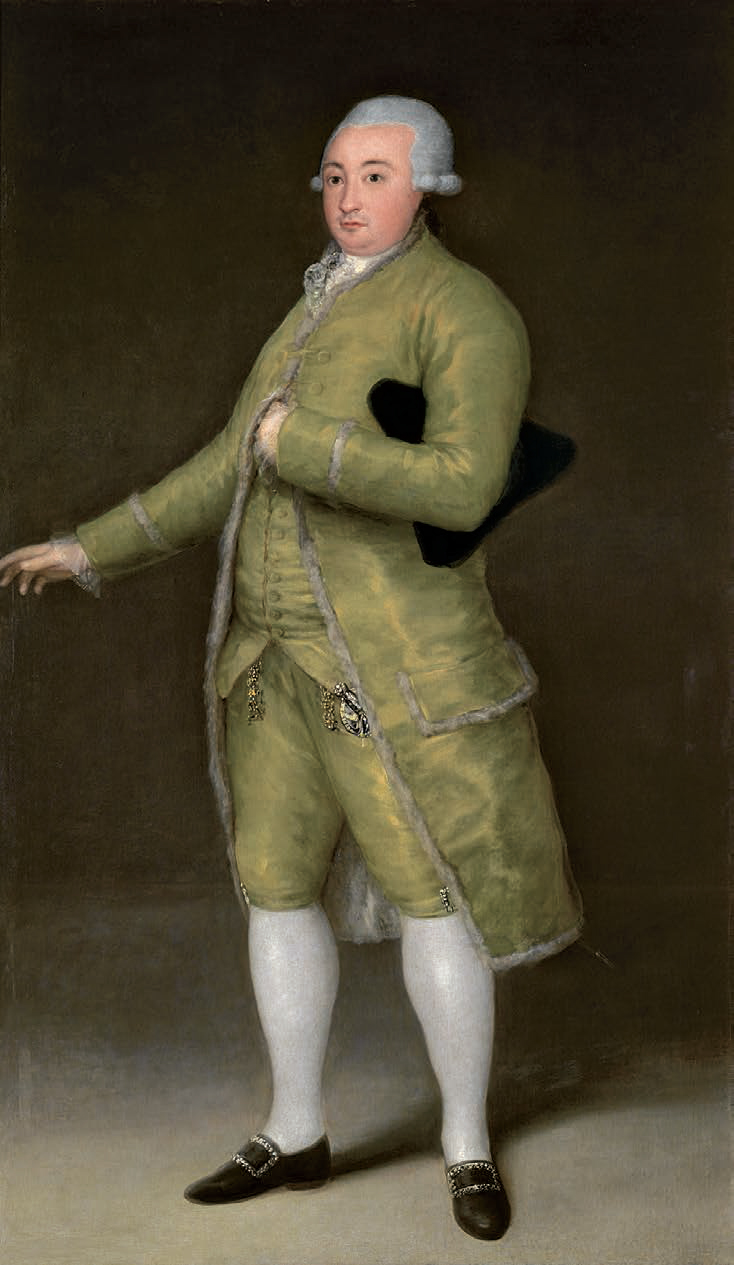
Su padre, Francisco Cabarrús, pintado por Goya.

Hijo mayor de Francisco Cabarrús, destacado banquero hispanofrancés y fundador del Banco Nacional de San Carlos, era descendiente de una familia de negociantes con las colonias y de marinos del País Vasco francés, ennoblecida en 1789. Su madre fue, María Antonia Galabert Casanova (1755-1827), hija de Antonio Galabert, economista y miembro de la Junta de Dirección del Banco Nacional de San Carlos. También era de origen francés, aunque de larga estancia en España y desposado con una mujer española.
Su padre se convirtió en un personaje importante de la Corte y el Gobierno. El 31 de diciembre de 1789 adquirió la baronía de Rambouillet, en la provincia francesa de Languedoc. Fue arrestado y hecho preso en España, mientras que en Francia su hermana Teresa, conocida como Nuestra Señora de Termidor, consiguió escapar de la guillotina.
Domingo Cabarrús Galabert se casó en 1795 en Málaga con Rosa Quilty Cólogan (1775-1811), hija de Tomás Quilty, con quien tenía negocios.
En esta época, Domingo Cabarrús presentó su demanda de licencia al Consejo de Indias y al secretario de Hacienda, Miguel Cayetano Soler, no carecía de experiencia ni comercial ni política. La intervención del duque de Osuna, y probablemente de Godoy consiguieron relanzar la posición de Domingo Cabarrus.
El duque de Osuna, después de la paz de Amiens, se asoció con Cabarrús y con Henri de Liniers, para el comercio de esclavos explotando una licencia de importación de 15 000 esclavos destinados a ser vendidos en el virreinato del Río de la Plata. Los tres socios negociaron la reventa de esta licencia a explotadores extranjeros como fueron las de Robert Longayrou o de Gordon y Murphy Michel. Cabarrús envió tres barcos negreros ingleses a Montevideo en 1794, 1795 y 1796.

### Durante la ocupación francesa (desde 1808 hasta 1814)
En 1808, su padre, Francisco Cabarrús se apresura a ir a Madrid para presentarse ante la corte de José Bonaparte, hermano de Napoléon Bonaparte, siendo nombrado superintendente de la Caja de Consolidación y ministro de Finanzas. Es después de esta época en la que Francisco Cabarrús termina su carrera política.
A la muerte de su padre en 1810, hereda el condado de Cabarrús.
Domingo Cabarrús Galabert se casa, después de viudo, con Josefa Alasia Torregrosa, natural de Orihuela (provincia de Alicante), hija de sus vecinos en Madrid, José Alasia y Vicenta Torregrosa.
El hermano de Napoleón, José Bonaparte, le nombra gentilhombre de cámara, por decreto real el 17 de junio de 1810 y caballero de la Orden Real de España, el 11 de marzo de 1810.
El principal nombramiento real le viene como ministro del Tesoro Público, pero como él reseñará en una carta fechada en 1814, atribuye este nombramiento a las relaciones de su padre más que a sus méritos.

### Después de la ocupación francesa (entre 1814 y 1842)
Cabarrús, acusado de colaboración con los franceses, parte al exilio en 1814. En tanto que afrancesado, sus bienes son confiscados. Se calcula que cerca de 4000 españoles se encontraban en Francia, por ese motivo, en el momento álgido de la emigración, aunque otras fuentes lo elevan hasta unos 12 000.
Después de vivir en Francia y el Reino Unido, se establece en Gibraltar, desde donde puede gestionar más fácilmente sus negocios. Después de unos años en el exilio, finalmente regresa a España.
Cabarrús no fue un Oberkampf, pero perteneció a esa aristocracia que dinamizó la economía española mediante la inversión en la industria y el aumento de la producción de sus tierras y fábricas. Sin embargo, es un aristócrata y terrateniente mucho más derrochador que su padre, que no nació ni con título ni con una gran fortuna.
Cabarrús casó a su hija con el hermano de Francisco Martínez de la Rosa. Cuando este es nombrado primer ministro, Cabarrús es designado gobernador civil de la provincia de Palencia, y más tarde de la provincia de Valladolid, por decisión de la Reina Isabel II (1833-1869), el 13 de noviembre de 1834. En esta época la madre de la Reina, María Cristina de Borbón Dos Sicilias es la regente.
Domingo Cabarrús Galabert falleció en el palacio de Torrelaguna, el 9 de febrero de 1842 a la edad de 67 años y sus funerales se celebraron en la iglesia parroquial de Santa María Magdalena.

### Descendencia
El hijo de Domingo Cabarrús Galabert y de Rosa Quilty Cólogan, llamado Domingo Cabarrús y Quilty, regidor del ayuntamiento de Málaga, se casó con Enriqueta Kirkpatrick y Grivignée, esta hija del Barón de Crivignée y tía de la emperatriz Eugenia de Montijo y de la duquesa de Alba. Por otra parte, su hija, llamada Paulina Cabarrús y Quilty, se casó en 1818 con Diego Martínez de la Rosa, Consejero Real ordinario y caballero veinticuatro de Granada, el hermano de Francisco Martínez de la Rosa.